# Phytoseius crenatus
Phytoseius crenatus är en spindeldjursart som beskrevs av Ryu 1993. Phytoseius crenatus ingår i släktet Phytoseius och familjen Phytoseiidae. Inga underarter finns listade i Catalogue of Life.